# Boids
Boids is een simulatie(computer)programma over het zwermgedrag van vogels, in 1986 ontwikkeld door Craig Reynolds. Een artikel hierover werd in 1987 gepubliceerd.

## Beschrijving
Zoals bij veel simulaties op het gebied van kunstmatige intelligentie is Boids een voorbeeld van emergent gedrag. Dit betekent dat de complexiteit van het geheel ontstaat uit de interactie van individuele actoren (in dit geval: boid-actoren, de boids), waarbij een aantal eenvoudige regels wordt gevolgd.
In een eenvoudige variant gaat Boids uit van de volgende regels voor het kiezen van de richting door elk van de bewegende boid-actoren:
- voldoende afstand bewaren: de afstand tot naburen mag niet te klein worden, om opeenhoping te voorkomen;
- dezelfde richting: een actor kiest als richting het gemiddelde van de naburen;
- cohesie: een actor stuurt in de richting van de gemiddelde positie van de naburen; zodoende worden actoren aan de buitenkant naar de zwerm toe getrokken.

Hieraan kunnen nog andere regels worden toegevoegd, zoals:
- het vermijden van obstakels
- doelzoekend gedrag.

De simulatie laat zien dat met zulke eenvoudige regels al een elementair beeld kan worden gegeven van biologische verschijnselen zoals een zwerm vogels of een school vissen. Daarom wordt Boids vaak gebruikt voor filmanimaties.
De werking van Boids is te vergelijken met die van cellulaire automaat.

## Trivia
- De computeranimaties van een vleermuiszwerm en van pinguïns in de film Batman Returns (1992) werden gemaakt met een modificatie van de oorspronkelijke Boidssoftware.